# Lunsen

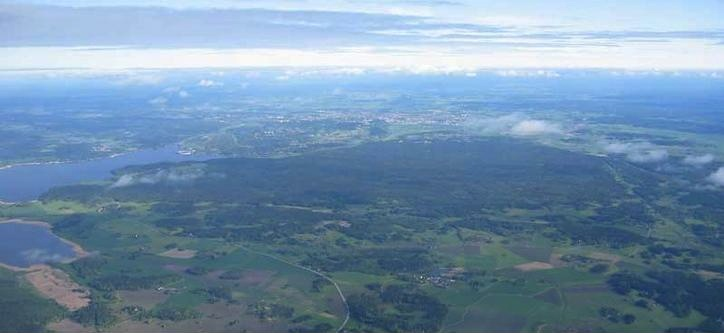
Lunsen från luften.

Lunsen är ett 35 km² stort sammanhängande skogsområde sydost om Uppsala av vilken den nordligaste delen sedan 2003 är ett naturreservat kallat Norra Lunsens naturreservat med ett stort antal hotade och sällsynta arter av såväl djur som växter. Sedan 2020 är också Södra Lunsens naturreservat ett skyddat område.
Lunsen är ett populärt område för orientering, vandring, skidåkning och mountainbike.
Lunsen genomkorsas av Upplandsleden som passerar Lunsentorpet, en övernattningsstuga uppförd 1988. Där finns också en brunn med friskt vatten och grillplatser. 
Tillsammans med bland annat Tresticklan och Tyresta är Lunsen ett av de största sammanhängande skogsområdena utanför Sveriges skogsbygder som inte genomkorsas av en bilväg.

## Bildgalleri

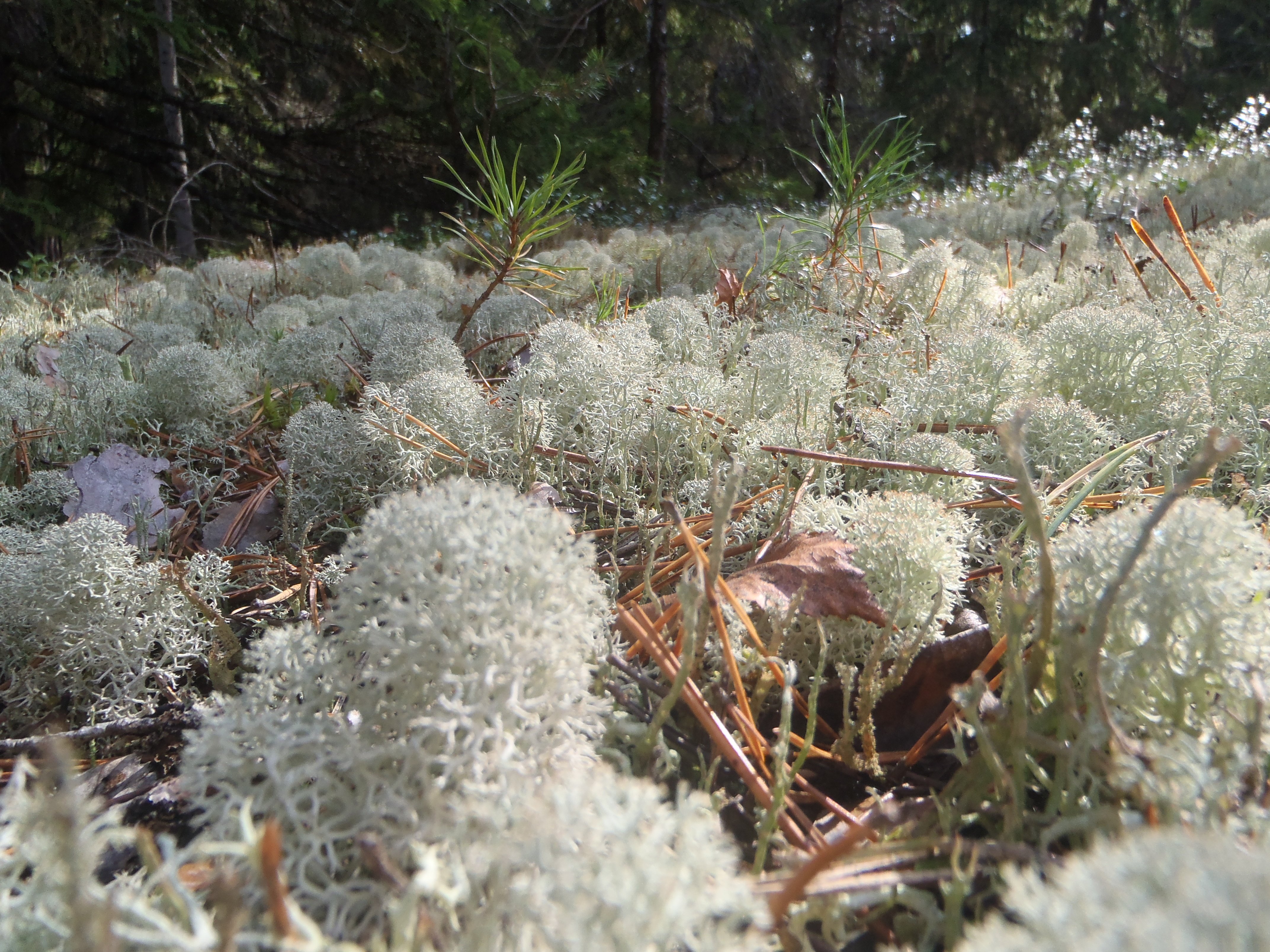
Fönsterlav är vanlig på hällarna i Lunsen.